# 小行星10353
小行星10353（10353 Momotaro）是一顆位在主小行星帶的小行星，於1992年12月20日由大友哲在山梨縣北杜市清里發現。
該小行星以日本的童話作品桃太郎命名。

## 外部連結
- JPL Small-Body Database Browser on 10353 Momotaro